# Fabio Albarelli
Fabio Albarelli (né le 26 juin 1943 à Vérone et mort le 4 octobre 1995  à Venise) est un skipper italien.

## Biographie
Fabio Albarelli participe à deux reprises aux Jeux olympiques (1968 et 1976). En 1968, il prend part à l'épreuve des Finn et remporte la médaille de bronze.

## Palmarès

### Jeux olympiques
- Jeux olympiques de 1968 à Mexico,  Mexique
  -  Médaille de bronze.